# SN Sandomierz Mokoszyńska
SN Sandomierz Mokoszyńska - stalowa wieża telekomunikacyjna zlokalizowana w Sandomierzu przy ulicy Mokoszyńskiej 2.
Właścicielem obiektu jest Emitel S.A.

## Parametry obiektu
- Wysokość posadowienia podpory anteny: 196 m n.p.m.
- Wysokość zawieszenia systemów antenowych TV: 71 m n.p.t.

## Transmitowane programy
17 czerwca 2013 rozpoczęto nadawanie naziemnego sygnału cyfrowego obejmującego swym zasięgiem miasto Sandomierz i okoliczne miejscowości.

### Programy telewizyjne - cyfrowe
| Skład multipleksu                                                                   | Częstotliwość | Kanał | Moc promieniowana nadajnika | Polaryzacja | Kompresja wizji |
| ----------------------------------------------------------------------------------- | ------------- | ----- | --------------------------- | ----------- | --------------- |
| MUX 3 - TVP1 HD - TVP2 HD - TVP3 Kielce - TVP Historia - TVP Sport HD - TVP Info HD | 682,00 MHz    | 47    | 0,250 kW                    | pozioma     | MPEG-4          |